# ریورلند
ریورلند (به انگلیسی: Riverland) یکی از سیزده ناحیه ایالت استرالیای جنوبی است. این ناحیه مناطق نزدیک به رودخانه مورای به سمت جریان پایین‌دست این ایالت تا بلانچ‌تاون را پوشش می‌دهد. مراکز شهری بزرگ در این ناحیه عبارتند از رنمارک، بری، لاکستون بارمرا و موناش. هر کدام از این شهرها متشکل از چند ناحیه شهری کوچک‌تر می‌باشند که در مجموع ۳۰.۰۰۰ نفر در آنها زندگی می‌کنند. بسیاری از این شهرها برای اسکان سربازانی که از جنگ جهانی اول یا جنگ جهانی دوم بازگشته بودند احداث شد. حفظ حیات این منطقه وابستگی مستقیمی را حفظ محیط زیست رودخانه مورای دارد و از این رو ساکنین منطقه همواره در تلاش برای حفظ آب رودخانه از آلودگی‌های مجاور رود هستند.